# Tagatos
Tagatos är en hexos, en monosackarid med sex kolatomer i en kedja och molekylformeln C6H12O6. Den är ett sötningsmedel som utvinns ur vassle. Det finns ofta i mejeriprodukter, eftersom det bildas när mjölk värms upp. Det liknar i konsistens och utseende sackaros (bordsocker):215 och har 92 procent av dess sötma,:198 men med bara 38 procent av kalorierna.:209 Tagatos är allmänt erkänt som säkert av Food and Agriculture Organization och Världshälsoorganisationen och har varit det sedan 2001. Eftersom det metaboliseras annorlunda än sackaros, har tagatos en minimal effekt på blodsocker och insulinnivåer. Tagatose är även godkänt som en tandvänlig ingrediens för dentala produkter. Konsumtion av mer än cirka 30 gram tagatos i en dos kan orsaka magstörningar hos vissa människor, eftersom det mestadels bearbetas i tjocktarmen, liknande lösliga fibrer.:214

## Framställning
Tagatos är ett naturligt sötningsmedel som endast finns i små mängder i frukt, kakao och mejeriprodukter. Från laktos, som hydrolyseras till glukos och galaktos, kan tagatos sedan produceras kommersiellt från den resulterande galaktosen. Galaktosen isomeriseras under alkaliska förhållanden till D-tagatos med kalciumhydroxid. Tagatos kan också tillverkas av stärkelse eller maltodextrin via en enzymatisk kaskadreaktion. Processen för att producera tagalospulver kan sedan genomföras med spraytorkning.

## Utveckling av sötningsmedel
D-Tagatose föreslogs som sötningsmedel av Gilbert Levin, efter misslyckade försök att köpa L-glukos för den användningen. Han patenterade 1988 en billig metod för att göra tagatos. Dess låga kaloriinnehåll beror på dess likhet med L-fruktos.

## Egenskaper

### Funktionella egenskaper

#### Lågt glykemiskt index
Tagatos har mycket liknande sötma som socker medan dess glykemiska index (GI 3) är mycket lågt. GI är ett mått på hur kolhydrater i maten påverkar blodsockernivån. Det anger hur mycket varje gram tillgänglig kolhydrat (totalt kolhydrat minus fibrer) i ett livsmedel höjer en persons blodsockernivå efter konsumtion av maten, i förhållande till konsumtion av glukos. Glukos har per definition ett glykemiskt index på 100 och andra livsmedel har lägre glykemiskt index. Sackaros har ett GI på 68, fruktos är 24 och tagatos har mycket lågt GI jämfört med andra sötningsmedel.
Höga blodsockernivåer eller upprepade glykemiska "spikar" efter en måltid kan främja typ 2-diabetes genom att öka systemisk glykativ stress och annan oxidativ stress till kärlen och även genom den direkta ökningen av insulinnivåerna, medan individer som följde en diet med lågt GI under många år hade en väsentligt lägre risk för att utveckla både typ 2-diabetes, kranskärlssjukdomar och åldersrelaterad makuladegeneration än andra.

#### Antihyperglykemisk effekt
Korea Food & Drug Administration godkände säkerheten och funktionen av tagatos för att kontrollera postprandial blodsockernivå. Tagatos minskar blodsockernivån i levern genom att främja glukokinasaktivitet som främjar överföring av glukos till glykogen. Det hämmar också matsmältningsenzymer och nedbrytning av kolhydrater i tunntarmen vilket bidrar till att hämma kolhydratabsorption i kroppen. Antihyperglykemisk funktion är viktig för dem med såväl typ 1-diabetes som typ 2-diabetes, särskilt eftersom diabetes kontinuerligt växer och sprider sig till den yngre generationen.

### Fysiska egenskaper
Tagatos är ett vitt kristallint pulver med en molekylvikt av 180,16 g/mol. Aktiv maillardreaktion av tagatos förbättrar arom och bryningseffekt och används vanligen vid bakning eller matlagning med högintensiva sötningsmedel för att maskera deras bittra eftersmak. 

## Säkerhet
U.S. Food and Drug Administration godkände tagatos som en livsmedelstillsats i oktober 2003 och betecknade den som allmänt erkänd som säker. Korea Food & Drug Administration godkände tagatose som hälsofunktionell för antihyperglykemisk effekt. Europeiska myndigheten för livsmedelssäkerhet har godkänt tagatos som ny livsmedelsingrediens. Nya Zeeland och Australien har också godkänt tagatos för mänsklig konsumtion.